# エディ・ラマ
エディ・ラマ（Edi Rama、出生名：Edvin Kristaq Rama、1964年7月4日 - ）は、アルバニアの政治家、画家、広報担当者、元バスケットボール選手。文化・青年・スポーツ大臣（第22代、1998年 - 2000年）、ティラナ市長（2000年 - 2011年）、首相（2013年以降）を歴任。
同国の与党であるアルバニア社会党の党首も務めている。

## 経歴・人物
1964年に彫刻家であるクリスタク・ラマとエドビン・ラマの息子として生まれた。幼い頃から絵の才能を開花していた。10代の時には、アルバニア代表のバスケットボール選手としても活躍している。
1982年にはティラナ芸術大学に入学。卒業後は広報担当者として働いていた。

### 政治家として
2000年10月に行われたティラナ市長選挙では、アルバニアの外交官であったベスニーク・マスタファジを57%で破り、市長に当選。当時、荒廃していたティラナの街を再生させるためにキャンペーンを行った。キャンペーンの中で都心部周辺の開発やラナ川沿いの不法な建築物を取り壊した上で、古い建築物はカラフルな色合いに塗装した。彼は建築認可に関しての問題で汚職で告発されたが証拠不十分で不起訴になっている。
2011年の反政府デモについて、彼は当時の与党であったアルバニア民主党に責任を追及し、退陣を求めていた。
2013年の議会選挙で彼率いるアルバニア社会党は、前大統領のサリ・ベリシャ候補率いるアルバニア民主党を破り、彼が首相に当選した。
就任以降は欧州一、腐敗していたアルバニアの司法改革を模索し続けた。2016年には議会で「審査法」を承認している。様々な財政や教育改革に携わる中で対立しているセルビアとの和解政策も言及していて、2014年にアルバニアの首相として、70年ぶりのセルビア訪問を果たした。2019年に発生したアルバニア地震が発生した際、彼は3ヶ月の非常事態宣言を発出した。
2021年の議会選挙でも、アルバニア社会党が勝利した。

## 私生活
日常生活では画家として活躍していて、個展を定期的に開いている。元女優のマチルダ・マコチとの間に1男を儲けたが、1991年に離婚している。